# مرد یخی و همکار خانم باحالش
مرد یخی و همکار خانم باحالش‌ (به انگلیسی: The Ice Guy and His Cool Female Colleague) مجموعه مانگا ژاپنی است که توسط میوکی تونوگایا نوشته و تصویرسازی شده و از ژوئیه ۲۰۱۹ در حال انتشار است. تا اوت ۲۰۲۴ این اثر در ۱۰ جلد گردآوری شده است. مجموعه تلویزیونی انیمه اقتباسی ساخته استودیو زیرو-جی از ژانویه تا مارس ۲۰۲۳ پخش شد.

## داستان
هیمورو از نسل یک روح برفی است که هر زمان که تمرکز می‌کند یا هیجان زده می‌شود، یخ می‌زند. او عاشق همکارش فویوتسوکی می‌شود که یک زن معمولی است ولی او نمی‌تواند احساسات هیمورو را بفهمد.